# アデレード級フリゲート
アデレード級フリゲート (アデレードきゅうフリゲート、英語: Adelaide-class guided missile frigate) は、オーストラリア海軍のミサイル・フリゲート（FFG）の艦級。オリバー・ハザード・ペリー級ミサイルフリゲートのオーストラリア版として6隻が建造された。

## 来歴
オーストラリア海軍では、1960年代中盤より汎用フリゲートの計画を進めていた。当時、イギリス海軍でも同様の汎用フリゲートを計画していたことから、共同開発が志向されるようになった。1967年より幕僚級協議が進められ、10月にはイギリス海軍の調査団が渡豪した。
しかしながら、船体規模こそ近かったものの、両国の要求事項は多くの点で異なっていた。イギリス海軍は取得性を重視して、最大速力は32ノット、航続距離は4,000海里（18ノット巡航時）としていたのに対し、オーストラリア海軍は、インドネシアの小型艇との交戦を考慮して、最大速力35ノット以上、航続距離5,500海里（14ノット巡航時）を要求した。また装備品も、イギリス海軍はすべて国産化する予定であったのに対し、オーストラリア海軍はむしろアメリカ製品を好んだ。これらの相違が顕在化したことにより、1968年11月8日、オーストラリアは計画より脱退した。
その後、オーストラリア単独の計画として着手されたのがDDL (Light Destroyer) であり、1970年2月の時点では、同一の船体設計をもとに、哨戒型、防空型、対潜型のバリエーションを展開する計画とされていた。同年7月には予備設計契約が締結され、1972年には完了した。しかし当時、アメリカ海軍のチャールズ・F・アダムズ級ミサイル駆逐艦のオーストラリア版として建造・配備が進められていたパース級駆逐艦が好評であったことから、汎用フリゲートでもアメリカ製の設計を導入することが検討されるようになった。1973年、前年末の総選挙を受けて成立した労働党政権はDDL計画を中止させ、かわって、当時アメリカで開発が進められていた新しいパトロール・フリゲート（後のオリバー・ハザード・ペリー級）が導入されることになった。これによって建造されたのが本級である。

## 設計
上記の経緯より、設計面では、同時期に建造されていたペリー級フライトIIとほぼ同一とされた。その後、艦載機としてS-70B2シーホークが選定されたことから、この運用に対応するため、フライトIII以降と同様に艦尾の延長やフィンスタビライザーの装備が行われることになり、まず3番艦が1989年1月に、1番艦は同年8月に、また2番艦は1990年に所定の改修を完了した。また国内建造分2隻（5・6番艦）も、建造中に同様の設計変更を受け、この仕様で竣工した。
機関部はペリー級と同構成であり、ゼネラル・エレクトリック LM2500ガスタービンエンジン2基で可変ピッチ・プロペラ1軸を駆動するCOGAG構成とされた。また抗堪性を持たせるため、補助推進装置として艦橋下付近に引き込み式のアジマススラスター2基を装備したのも同様である。電源も同じく3,000キロワットとされた。ペリー級の計画速力は28.5ノットとされていたものの、実際には容易にこれを上回る速力を発揮できており、本級の全力公試でも、各艦とも30.85ノットから32.1ノットを記録している。

## 装備

### C4ISR
本級は、ペリー級フライトII/IIIの構成に準じた戦術情報処理装置を搭載し、リンク 11での連接に対応した。また全艦がAN/WSC-3衛星通信装置を搭載した。その後、2004年から2009年にかけて行われたSEA 1390改修により、AN/UYQ-70ワークステーションによる分散処理化を図ったADACS（Australian Distributed Architecture Combat System）に更新されるとともに、リンク 16にも対応した。
レーダーとしては、対空捜索用にAN/SPS-49(V)2、対水上捜索用としてAN/SPS-55を搭載した。そして上記のSEA 1390改修で、AN/SPS-49(V)2はAN/SPS-49A(V)1に更新され、AN/SPS-55もアップデートされた。
ソナーとしては、アメリカで建造された艦ではペリー級と同様にAN/SQS-56探信儀をハル・ドームに収容して搭載したが、国内建造分2隻では、国内開発のムロカに変更された。そしてSEA 1390改修で、探信儀はアンザック級と同系列のスフェリオンに更新されるとともに、ペトレル5424機雷探知機も追加装備された。

### 武器システム
武器システムはペリー級と同構成である。艦首甲板にMk.13 mod.4 単装ミサイル発射機（GMLS）を搭載し、SM-1MR艦対空ミサイルおよびハープーン艦対艦ミサイル、計40発を収容している。SM-1MRの射撃指揮装置としてはMk.92を搭載した。
その後、上記のSEA 1390改修の際に、射撃指揮装置をMk.92 mod.12にアップデートし、SM-2MRの運用に対応した。また8セルのMk.41 VLSを追加装備し、こちらには短射程のESSM艦対空ミサイル32発を収容する。
艦砲としては62口径76mm単装速射砲（76mmコンパット砲）が搭載され、ファランクス 20mmCIWSが追加された（1・2番艦では後日装備）。また近距離での対舟艇用としてM2 12.7mm単装機銃も搭載されているほか、海外展開時には12.7mmタイフーンRWS 2基が追加装備される場合がある。
ペリー級と同様に対潜ミサイルは搭載せず、対潜兵器としては324mm3連装短魚雷発射管のみを装備している。

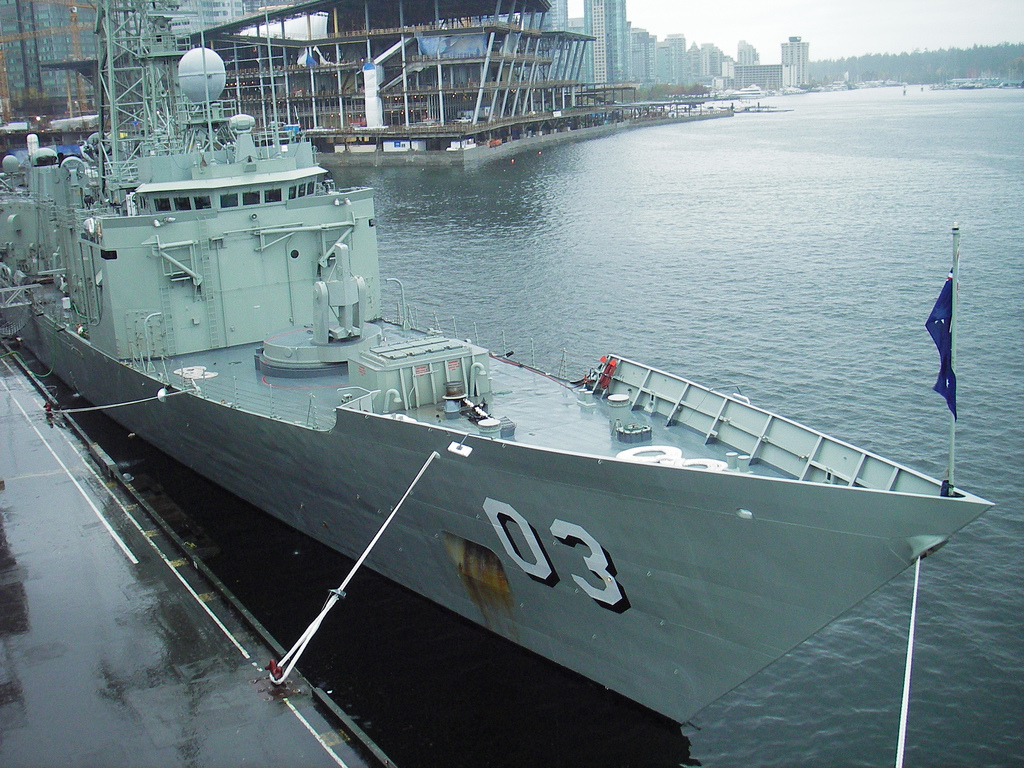
SEA 1390改修によってMk.41 VLSを搭載した3番艦「シドニー」
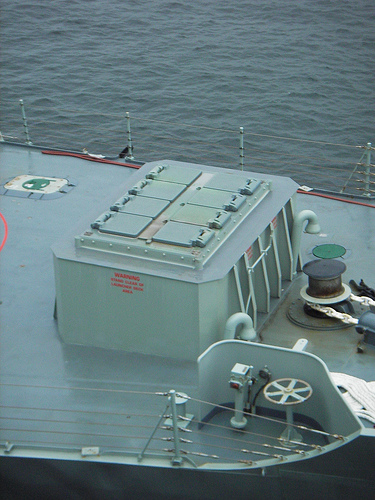
「シドニー」に搭載されたMk.41 VLSを上方から撮影

### 電子戦
電子戦支援用としては、ペリー級と同様のAN/SLQ-32(V)2電波探知装置を搭載しており、1990年代後半にはAN/SLQ-32A(V)2にアップグレードされた。そしてSEA 1390改修の際に、C-PEARLに換装された。
電子攻撃用としては、Mk 36 SRBOCの6連装デコイ発射機2基が搭載されていたほか、1989年から1990年にかけて、イスラエルのエルビット社製のEA-2118電波妨害装置が追加装備された。その後、NULKAアクティブデコイの連装発射機も追加装備された。そしてSEA 1390改修の際に、SRBOCはテルマSKWSのDL-6T 6連装発射機に換装された。

### 艦載機
DDL計画の検討段階で、イギリスのMATCHよりアメリカのLAMPSのほうが評価されていたこともあり、艦載機としては、アメリカ海軍のSH-60Bシーホークに準じたS-70B-2シーホークが採用された。これに伴い、上記の通りに改修工事が行われたが、これが完了するまでの間、暫定的にエキュレイユ連絡ヘリコプターが搭載されていた。またその後も、エキュレイユ1機とシーホーク1機が搭載定数とされている。

## 同型艦

### 一覧表
| FFG-01 | アデレード HMAS Adelaide      | トッド・ パシフィック | 1978年 6月21日 | 1980年 11月15日 | 2008年 1月19日  | 2011年4月 海没処分し漁礁に       | 2011年4月 海没処分し漁礁に       | 2011年4月 海没処分し漁礁に                   | 2011年4月 海没処分し漁礁に       | 2011年4月 海没処分し漁礁に       | 2011年4月 海没処分し漁礁に       |
| FFG-02 | キャンベラ HMAS Canberra      | トッド・ パシフィック | 1978年 12月1日 | 1981年 3月21日  | 2005年 11月12日 | 2009年10月 海没処分し漁礁に      | 2009年10月 海没処分し漁礁に      | 2009年10月 海没処分し漁礁に                  | 2009年10月 海没処分し漁礁に      | 2009年10月 海没処分し漁礁に      | 2009年10月 海没処分し漁礁に      |
| FFG-03 | シドニー HMAS Sydney          | トッド・ パシフィック | 1980年 9月26日 | 1983年 1月29日  | 2015年 11月7日  | スクラップとして廃棄             | スクラップとして廃棄             | スクラップとして廃棄                         | スクラップとして廃棄             | スクラップとして廃棄             | スクラップとして廃棄             |
| FFG-04 | ダーウィン HMAS Darwin        | トッド・ パシフィック | 1982年 3月26日 | 1984年 7月21日  | 2017年 12月9日  | 記念艦として保存するかを検討中。 | 記念艦として保存するかを検討中。 | 記念艦として保存するかを検討中。             | 記念艦として保存するかを検討中。 | 記念艦として保存するかを検討中。 | 記念艦として保存するかを検討中。 |
| FFG-05 | メルボルン HMAS Melbourne     | AMECON                | 1989年 5月5日  | 1992年 2月15日  | 2019年 10月26日 | チリ海軍                         | FFG-14                           | アルミランテ・ラトーレ CNS Almirante Latorre | 2020年 4月15日                   |                                  |                                  |
| FFG-06 | ニューカッスル HMAS Newcastle | AMECON                | 1992年 2月21日 | 1993年 12月11日 | 2019年 6月30日  | チリ海軍                         | FFG-11                           | カピタン・プラット CNS Capitán Prat          | 2020年 4月15日                   |                                  |                                  |

### 運用史
まず1976年2月に2隻が発注されたが、これらはアメリカ海軍の船首番号も付された（FFG-17、18）。また1977年11月には3番艦（FFG-35）も発注されたほか、1980年4月には、デアリング級の更新用として4番艦（FFG-48）も追加された。
1980年9月には、リバー級の更新用として、更に6隻を国内でライセンス生産する計画が発表されたものの、実際には、国内での建造は1983年に発注された2隻のみとなった。
2017年4月、ポーランド政府が残存している3隻のアデレード級について購入の検討をしていることが報じられた。しかしこれは実現せず、このうち2隻は2020年4月にチリ海軍で再就役した。